# Jim Corbett

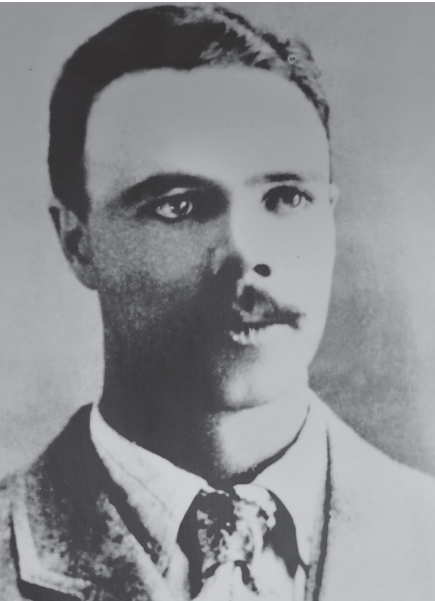
Jim Corbett, um 1907

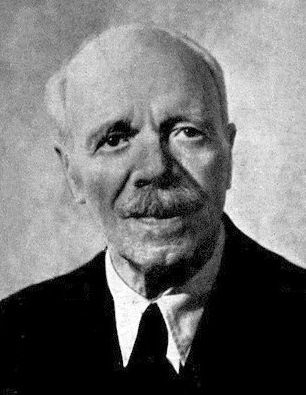
Jim Corbett, um 1944

Jim Corbett, eigentlich Edward James Corbett (* 25. Juli 1875 in Nainital, Indien; † 19. April 1955 in Nyeri, Kenia) war ein britischer Jäger und Naturschützer, der dadurch berühmt geworden ist, dass er in Indien menschenfressende Tiger und Leoparden erlegte. Corbett war Oberst in der British Indian Army. Dennoch wurde er häufig von der Regierung der Vereinigten Provinzen (heute die indischen Staaten Uttar Pradesh und Uttarakhand) gerufen, um Tiger und Leoparden zu erlegen, die Menschen in den Dörfern der Region von Garhwal und Kumaon getötet hatten.

## Jugendjahre
Die Familie Corbett war irischer Abstammung und übersiedelte im Jahr 1862 nach Nainital. Jim wurde als achtes Kind von Christopher und Mary Jane Corbett in Nainital geboren und verbrachte seine Jugendjahre dort. Als er vier Jahre alt war, starb sein Vater, der Leiter des örtlichen Postamtes war.
Schon von früher Jugend an war Jim begeistert von Natur und Tierwelt seiner indischen Heimat und lernte früh, Vogelstimmen zu identifizieren und Fährten zu lesen. Bevor er 18 Jahre alt wurde, musste er die Schule verlassen und fand eine Anstellung bei der Bengalischen und Nordwestlichen Eisenbahn, zuerst als Inspektor für Treibstoff in Manakpur, Punjab, dann als Frachtführer am Umlade-Bahnhof Mokameh Ghat in Bihar.

## Auf der Jagd nach Menschenfressern

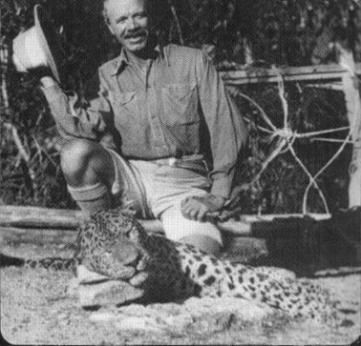
Jim Corbett mit dem erlegten Leopard von Rudraprayag, 1925

Zwischen 1907 und 1938 erschoss Corbett 33 gefürchtete Menschenfresser – 19 Tiger und 14 Leoparden, wie den Champawat-Tiger, den Leoparden von Rudraprayag, die Tiger von Chowgarh und den Panar-Leopard, die zusammen angeblich mehr als 1200 Menschen getötet hatten.

## Vom Jäger zum Naturschützer
Ende der 1920er Jahre kaufte Corbett seine erste Filmkamera und begann, Tiger zu filmen. Auch wenn er sich im Dschungel gut auskannte, war es recht anstrengend und langwierig für ihn, gute Aufnahmen zu erhalten, denn die Tiere waren überaus scheu.
In diesen Jahren studierte und verfolgte Corbett Wildtiere nicht nur, er setzte sich zunehmend dafür ein, Indiens wild lebende Tiere und deren Habitat zu schützen. Zusammen mit Frederick Walter Champion war er in den 1930er Jahren maßgeblich daran beteiligt, den ersten indischen Nationalpark in Uttarakhand zu gründen (1935), der 1957 ihm zu Ehren in Jim-Corbett-Nationalpark umbenannt wurde.
Als Schriftsteller wurde er tätig, nachdem er in den Ruhestand gegangen war. In seinen Büchern Man-Eaters of Kumaon, Jungle Lore und anderen erzählt er von seinen Jagdabenteuern.

## Jahre in Kenia
Nachdem Indien 1947 unabhängig wurde, siedelte Corbett zusammen mit seiner Schwester Maggie nach Nyeri in Kenia um. Er war weiterhin als Schriftsteller tätig und um den Schutz von Wildtieren bemüht. Er weilte im Baumhaushotel Treetops, als die britische Prinzessin Elisabeth am 5./6. Februar 1952 dort übernachtete, dem Zeitpunkt des Todes ihres Vaters Georg VI. Corbett schrieb ins Gästebuch:

“For the first time in the history of the world, a young girl climbed into a tree one day a Princess and after having what she described as her most thrilling experience she climbed down from the tree next day a Queen – God bless her.”

„Das erste Mal in der Weltgeschichte stieg eine junge Frau eines Tages als Prinzessin auf einen Baum und nachdem sie gemäß ihren Worten das aufregendste Erlebnis hatte, stieg sie am nächsten Tag als Königin herunter – Gott segne sie.“

Ein paar Tage nachdem Corbett sein letztes Buch Tree Tops vollendet hatte, starb er an einem Herzinfarkt und wurde in Nyeri beerdigt.

## Rezeption
1948 verfilmte Byron Haskin das Buch Man-Eaters of Kumaon als Abenteuerfilm Der Menschenfresser von Kumaon.
Im Jahre 1968 wurde eine der fünf noch lebenden Unterarten von Tigern nach ihm benannt: Panthera tigris corbetti, Indochinesischer Tiger, auch Corbetts Tiger genannt. 1982 wurde der Asteroid (2442) Corbett nach ihm benannt.

## Bücher
Englische Ausgaben
- Man-eaters of Kumaon. Oxford University Press, London / New York 1944
- The Man-eating Leopard of Rudraprayag. Oxford University Press, New York 1948
- My India. Oxford University Press, London / New York 1952
- Jungle Lore. Oxford University Press, New York 1953
- The Temple Tiger and more man-eaters of Kumaon. Oxford University Press, Bombay 1954
- Man against man-eaters. Oxford University Press, London 1954
- Tree Tops. Oxford University Press, London / New York 1955

Deutsche Übersetzungen
- Menschenfresser: Erlebnisse eines Tigerjägers. Orell Füssli, Zürich 1952, NA: Jahr, Hamburg 1998, ISBN 3-86132-250-1.
- Leoparden, die Mörder im Dschungel. Orell Füssli, Zürich 1950
- Mein Indien. Orell Füssli, Zürich 1953
- Dschungelleben. Orell Füssli, Zürich 1954
- Der Tempeltiger und weitere Geschichten von Menschenfressern. Orell Füssli, Zürich 1955